# Alexander Kielland
Alexander Lange Kielland (ur. 18 lutego 1849 w Stavanger, zm. 6 kwietnia 1906 w Bergen) – norweski powieściopisarz, nowelista i komediopisarz. 
Przez wydawnictwo Gyldendal, a później także przez światowych krytyków, uznany za jednego z czterech najwybitniejszych pisarzy norweskich (wraz z Henrikiem Ibsenem, Jonasem Lie i Bjørnstjernem Bjørnsonem). Przedstawiciel realizmu krytycznego. Pisał w języku bokmål.
Jego siostra Kitty Lange była malarką pejzażystką i działaczką na rzecz praw kobiet.